# Archidiocèse de Liverpool
L’archidiocèse de Liverpool est un archidiocèse métropolitain de rite romain au Royaume-Uni. Il a d'abord été érigé comme diocèse en 1850, lors du rétablissement de la hiérarchie catholique par la bulle Universalis Ecclesiae (en), pour succéder au vicariat apostolique du Lancashire. Il est élevé au rang d'archidiocèse le 28 octobre 1911. Son titulaire siège à la cathédrale métropolitaine du Christ-Roi de Liverpool. Il s'agit de John Sherrington (en), depuis avril 2025 

## Territoire

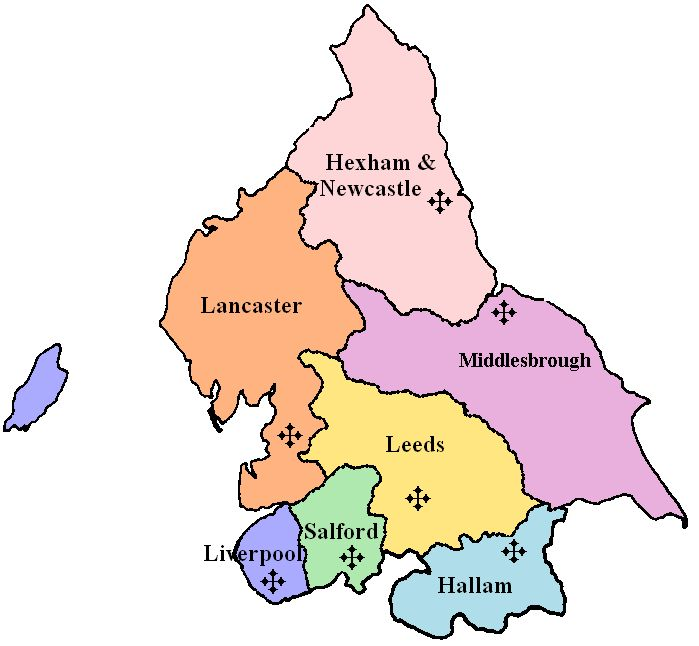
La province de Liverpool.

L'archidiocèse englobe le quart sud-ouest du comté de Lancashire, une partie du Merseyside, le Cheshire, le Grand Manchester, et les Hundreds historiques du West Derby et de Leyland ainsi que l'Ile de Man. 
Depuis sa création en 1850 jusqu'en 1911, le diocèse de Liverpool était rattaché à la province de Westminster. Depuis 1911, il est archidiocèse et chef de la province de Liverpool. Il a perdu une portion de son territoire initial en 1924, lors de la création du diocèse de Lancaster : il s'agit des hundreds de Lonsdale et Amounderness.

## Histoire
Avec l'abolition progressive des restrictions légales sur les activités des catholiques romains en Angleterre et au Pays de Galles au début du XIXe siècle, Rome a décidé de procéder à combler le fossé des siècles avec la reine Elizabeth I en instituant des diocèses catholiques sur le modèle historique régulier.
C'est ainsi que le pape Pie IX publia la bulle Universalis Ecclesiae du 29 septembre 1850 par laquelle treize nouveaux diocèses qui ne revendiquaient formellement aucune continuité avec les diocèses anglais pré-élisabéthains furent créés.